# Klockrike socken
Klockrike socken i Östergötland ingick i Bobergs härad, ingår sedan 1971 i Motala kommun och motsvarar från 2016 Klockrike distrikt.
Socknens areal är 35,52 kvadratkilometer, varav 35,02 land. Tätorten Klockrike samt Klockrike kyrkby med sockenkyrkan Klockrike kyrka ligger i denna socken. 

## Administrativ historik
Klockrike socken har medeltida ursprung.
Vid kommunreformen 1862 övergick socknens ansvar för de kyrkliga frågorna till Klockrike församling och för de borgerliga frågorna till Klockrike och Brunneby landskommun som redan 1868 delades och Klockrike landskommun bildades. Landskommunen inkorporerades 1952 i Borensbergs landskommun och ingår sedan 1971 i Motala kommun.
1 januari 2016 inrättades distriktet Klockrike, med samma omfattning som församlingen hade 1999/2000.  
Socknen har tillhört samma fögderier och domsagor som Bobergs härad.  De indelta soldaterna tillhörde Första livgrenadjärregementet, Vreta Klosters kompani och Andra livgrenadjärregementet, Bergslags kompani.

## Geografi
Klockrike socken ligger söder om Norrbysjön (Motala ström) och norr om Svartån. Socknen består av ett flackt skogsområde i väster, en rullstensås i mitten, varpå kyrkan är belägen, och uppodlad slättbygd i övrigt.

## Fornlämningar
Kända från socknen är enstaka gravar och två små gravfält med domarring från järnåldern.

## Namnet
Namnet (1345, Klokkarike) kommer från området öster om den år 1825 rivna kyrkan som byggdes ca 1300. Tolkningen är oviss, Klokkara-eke, 'klockarens ekskog' har föreslagits men namnet kan ha tillkommit före kristendomens införande.

### Fotnoter
1. 1 2  Svensk Uppslagsbok andra upplagan 1947–1955: Klockrike socken
2. ↑  Harlén, Hans; Harlén Eivy (2003). Sverige från A till Ö: geografisk-historisk uppslagsbok. Stockholm: Kommentus. Libris 9337075. ISBN 91-7345-139-8
3. ↑  Administrativ historik för Klockrike socken (Klicka på församlingsposten). Källa: Nationella arkivdatabasen, Riksarkivet.
4. 1 2  Sjögren, Otto (1931). Sverige geografisk beskrivning del 2 Östergötlands, Jönköpings, Kronobergs, Kalmar och Gotlands län. Stockholm: Wahlström & Widstrand. Libris 9939
5. 1 2  Nationalencyklopedin
6. ↑  Fornlämningar, Statens historiska museum: Klockrike socken
7. ↑  Fornminnesregistret, Riksantikvarieämbetet: Klockrike socken Fornminnen i socknen erhålls på kartan genom att skriva in sockennamn (utan "socken") i "Ange geografiskt område"
8. ↑  Mats Wahlberg, red (2003). Svenskt ortnamnslexikon. Uppsala: Institutet för språk och folkminnen. Libris 8998039. ISBN 91-7229-020-X. https://isof.diva-portal.org/smash/get/diva2:1175717/FULLTEXT02.pdf